# Robert Cosialls
Robert Cosialls Borras (nacido el 20 de diciembre de 1988 en San Cugat del Vallés, Barcelona) más conocido como Cosialls, es un jugador de baloncesto español de 2,04 metros de estatura, que juega en la posición de ala-pívot en el Oviedo Club Baloncesto de la LEB Oro.

## Trayectoria
Cosialls se formó en las categorías inferiores del UE Sant Cugat, antes de ingresar en agosto de 2018 en las filas del Bàsquet Girona con el que llegó a debutar en Liga LEB Plata en la temporada 2018-19.
En la temporada 2019-20, lograría el ascenso a Liga LEB Oro.
En las siguientes dos temporadas formaría parte del equipo del Bàsquet Girona en Liga LEB Oro.
El 16 de enero de 2022, tras cuatro temporadas y completando 106 partidos oficiales, se desvincularía del club gerundense tras el fichaje de Máximo Fjellerup.
El 18 de enero de 2022, firma por el Palmer Alma Mediterránea de la LEB Oro.
El 12 de agosto de 2022, firma por el Club Bàsquet Prat de la LEB Plata, donde promedió 7,7 puntos y 5,2 rebotes por encuentro.
El 19 de septiembre de 2023, firma por el Oviedo Club Baloncesto de la LEB Oro.